# Gillian
Gillian  è un nome proprio di persona inglese femminile.

## Varianti
- Femminili: Jillian[1][2]
  - Ipocoristici: Gill[1][2], Jill[1][2], Gilly[2], Gillie[2], Jillie[1], Jilly[1][2], Gillot[2], Jillet[2]

## Origine e diffusione
Si tratta di una forma inglese medievale del nome Juliana (che deriva dal cognomen latino Iulianus, cioè "di Giulio"). 
Sebbene sia in uso fin dal XIII secolo, non è stato considerato un nome a sé stante se non dal XVII; si rarificò con la Riforma Protestante, pur non scomparendo del tutto, per poi essere riportato in voga nel XX secolo.

## Onomastico
Nessuna santa ha portato il nome "Gillian", che quindi è adespota. L'onomastico quindi si può festeggiare il 1º novembre, giorno di Ognissanti, oppure lo stesso giorno di Giuliana, da cui deriva.

## Persone

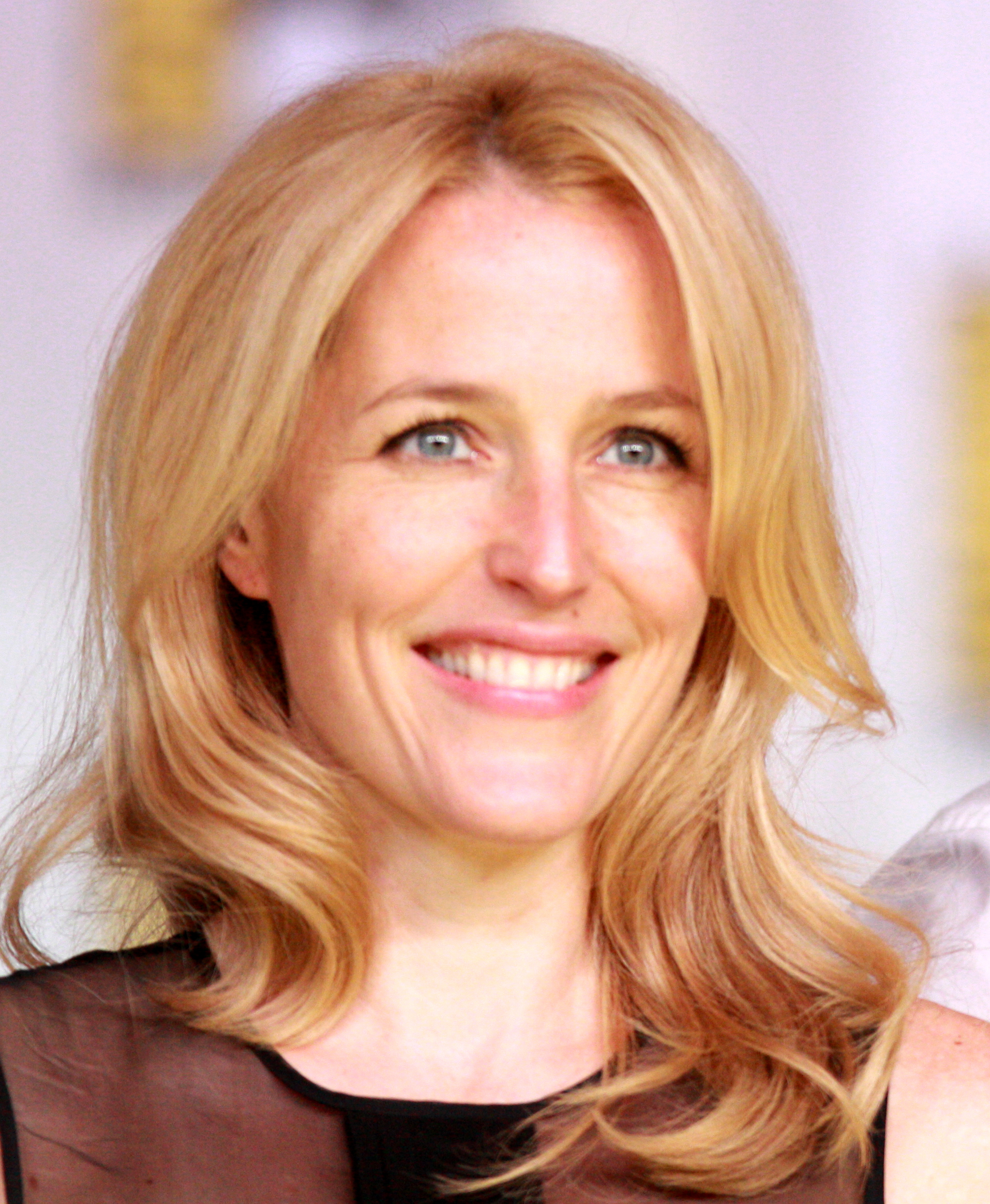
Gillian Anderson

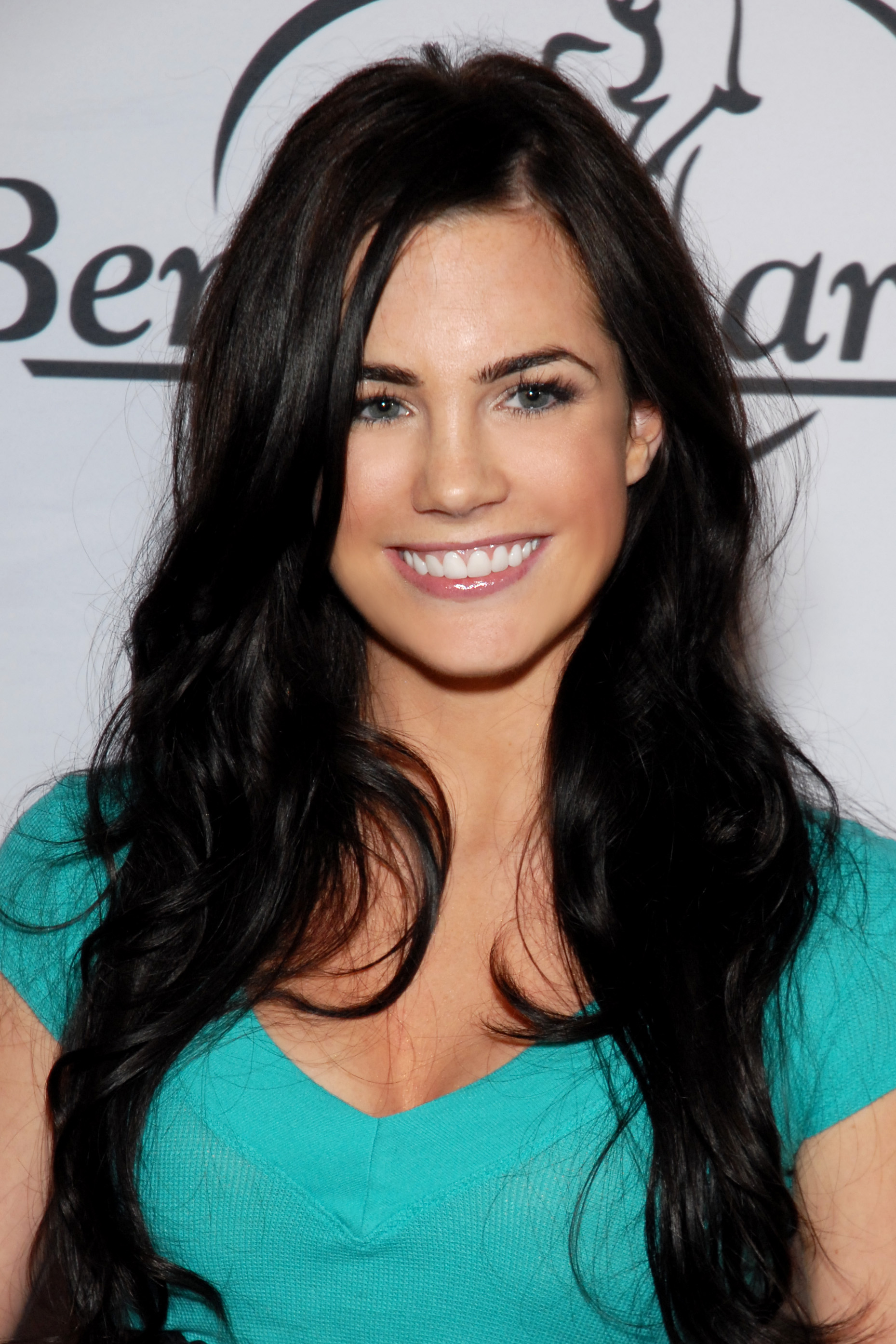
Jillian Murray

- Gillian Anderson, attrice statunitense
- Gillian Armstrong, regista australiana
- Gillian Bray, attrice britannica
- Gillian Chung, cantante e attrice cinese
- Gillian Jacobs, attrice statunitense
- Gillian Lynne, attrice teatrale, ballerina, coreografa e regista teatrale britannica
- Gillian Rubinstein, scrittrice britannica
- Gillian Sheen, schermitrice britannica
- Gillian van den Berg, pallanuotista olandese
- Gillian Vigman, attrice statunitense
- Gillian Welch, cantautrice statunitense
- Gillian Zinser, attrice statunitense

### Variante Jillian
- Jillian Banks, cantautrice statunitense
- Jillian Camarena-Williams, atleta statunitense
- Jillian Fletcher, wrestler statunitense
- Jillian Harmon, cestista statunitense naturalizzata neozelandese
- Jillian Murray, attrice statunitense
- Jillian Rose Reed, attrice statunitense
- Jillian Richardson, atleta canadese

### Variante Jill
- Jill Bakken, bobbista statunitense

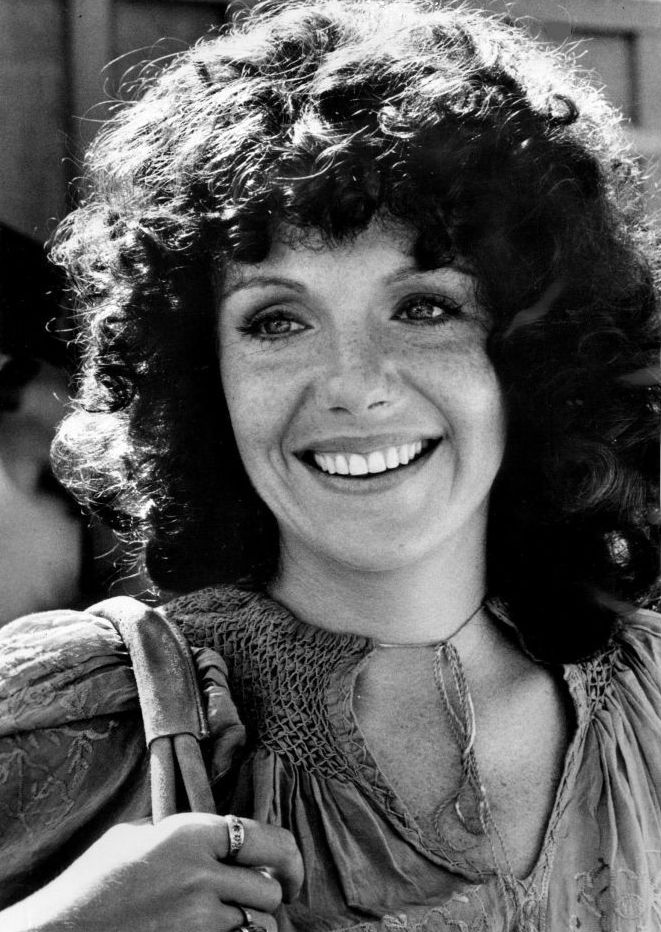
Jill Clayburgh

- Jill Bolte Taylor, medico statunitense
- Jill Clayburgh, attrice statunitense
- Jill Craybas, tennista statunitense
- Jill Dando, giornalista e conduttrice televisiva britannica
- Jill Eikenberry, attrice statunitense
- Jill Flint, attrice statunitense
- Jill Hennessy, attrice e cantante canadese
- Jill Ireland, attrice e ballerina britannica
- Jill Jones, cantante statunitense
- Jill St. John, attrice statunitense
- Jill Stuart, stilista statunitense
- Jill Talley, attrice, comica e doppiatrice statunitense

## Il nome nelle arti
- Jillian è un personaggio del romanzo di Taylor Smith Le fiamme del peccato.
- Jillian Armacost è un personaggio del film del 1999 The Astronaut's Wife - La moglie dell'astronauta, diretto da Rand Ravich.
- Gillian Bellaver è un personaggio del film del 1978 Fury, diretto da Brian De Palma.
- Jill Casey è un personaggio della serie televisiva Royal Pains.
- Jillian Deline è un personaggio della serie televisiva Las Vegas.
- Gillian Fairchild è un personaggio del film del 1986 Così è la vita!, diretto da Blake Edwards.
- Gillian Foster è un personaggio della serie televisiva Lie to Me.
- Jillian Guiler è un personaggio del film del 1977 Incontri ravvicinati del terzo tipo, diretto da Steven Spielberg.
- Jillian Gray è un personaggio della serie televisiva Giudice Amy.
- Gillian Hallsworth è un personaggio del romanzo di Douglas Enefer L'ultimo treno per Rock Ferry.
- Gillian Hewley è un personaggio del videogioco Crisis Core: Final Fantasy VII.
- Jill Johnson è un personaggio del film del 2006 Chiamata da uno sconosciuto, diretto da Simon West.
- Gillian Kaites è un personaggio del film del 1987 Lust for Freedom, diretto da Eric Louzil.
- Gillian Lewis è un personaggio del film del 1996 A Gillian, per il suo compleanno, diretto da Michael Pressman.
- Jill Mariner è protagonista del romanzo Jill ragazza bizzarra di P. G. Wodehouse.
- Jill Munroe è un personaggio della serie televisiva Charlie's Angels.
- Gillian Parsons è un personaggio della serie televisiva Wildfire.
- Jillian Pearlman è un personaggio immaginario dell'Universo DC.
- Jill Pole è un personaggio della serie di romanzi di C. S. Lewis Le cronache di Narnia.
- Jillian Russell è un personaggio della serie animata I Griffin.
- Gillian Seed è il personaggio protagonista del videogioco Snatcher.
- Jill Valentine è un personaggio della serie di videogiochi Resident Evil.
- Jillian Zinman è un personaggio del romanzo di R. L. Stine Il pupazzo parlante n.4.
- Jillian (I'd Give My Heart) è una canzone dei Within Temptation, dall'album del 2004 The Silent Force.